# Serie A 2022/23 (Frauen)
Die Serie A 2022/23 war die 56. Spielzeit der höchsten italienischen Spielklasse im Frauenfußball. Die Spielzeit startete am 27. August 2022 und endete am 27. Mai 2023.

## Veränderung gegenüber der Saison 2021/22
Die Saison 2022/23 war die erste Spielzeit der italienischen Frauenliga als professionelle Fußballliga. Außerdem wurde die Anzahl der teilnehmenden Vereine von 12 auf 10 Mannschaften reduziert. Nachdem alle Vereine zweimal gegeneinander gespielt hatten, wurde die Liga erstmals in eine Meisterschaftsrunde und eine Abstiegsrunde unterteilt.

## Teilnehmer
Nur der FC Como Women ist als Zweitligameister der vorherigen Saison in die Serie A aufgestiegen. Parma Calcio übernahm die Lizenz des FC Empoli.
- AC Florenz
- AC Mailand
- AS Rom
- FC Como Women
- Inter Mailand
- Juventus Turin
- Parma Calcio
- Pomigliano Calcio
- Sampdoria Genua
- US Sassuolo Calcio

## Hauptrunde

### Tabelle
| Pl.             | Verein               | Sp. | S  | U | N  | Tore    | Diff. | Punkte |
| --------------- | -------------------- | --- | -- | - | -- | ------- | ----- | ------ |
| 1.              | AS Rom               | 18  | 16 | 0 | 2  | 043:120 | +31   | 48     |
| 2.              | Juventus Turin (M,P) | 18  | 12 | 4 | 2  | 046:170 | +29   | 40     |
| 3.              | Inter Mailand        | 18  | 10 | 5 | 3  | 045:200 | +25   | 35     |
| 4.              | AC Mailand           | 18  | 11 | 1 | 6  | 038:270 | +11   | 34     |
| 5.              | AC Florenz           | 18  | 11 | 1 | 6  | 030:300 | ±0    | 34     |
| 6.              | US Sassuolo Calcio   | 18  | 4  | 5 | 9  | 018:280 | −10   | 17     |
| 7.              | Pomigliano Calcio    | 18  | 4  | 2 | 12 | 014:310 | −17   | 14     |
| 8.              | Parma Calcio         | 18  | 3  | 4 | 11 | 018:410 | −23   | 13     |
| 9.              | FC Como Women (A)    | 18  | 2  | 5 | 11 | 018:350 | −17   | 11     |
| 10.             | Sampdoria Genua      | 18  | 3  | 1 | 14 | 009:380 | −29   | 10     |
| Stand: Endstand |                      |     |    |   |    |         |       |        |

Platzierungskriterien: 1. Punkte – 2. Direkter Vergleich (Punkte, Tordifferenz, geschossene Tore) – 3. Tordifferenz – 4. geschossene Tore
Zum Ende der Hauptrunde:
Zum Saisonende 2021/22:
- (M) Meister des Vorjahres
- (P) Pokalsieger des Vorjahres
- (A) Aufsteiger aus der Serie B

### Spiele
Die Kreuztabelle stellt die Ergebnisse aller Spiele der Hauptrunde dar. Die Heimmannschaft ist in der linken Spalte, die Gastmannschaft in der oberen Zeile aufgelistet.
|                   | FC Como Women | AC Florenz | Inter Mailand | Juventus Turin | AC Mailand | Parma Calcio | POM | AS Rom | Sampdoria Genua | Sassuolo Calcio |
| ----------------- | ------------- | ---------- | ------------- | -------------- | ---------- | ------------ | --- | ------ | --------------- | --------------- |
| FC Como Women     |               | 2:3        | 1:3           | 0:6            | 0:4        | 4:1          | 0:1 | 0:1    | 0:1             | 2:2             |
| AC Florenz        | 2:1           |            | 0:0           | 0:3            | 1:6        | 2:1          | 2:0 | 1:7    | 2:1             | 2:0             |
| Inter Mailand     | 1:1           | 3:1        |               | 0:2            | 4:0        | 4:1          | 6:1 | 1:2    | 4:0             | 3:0             |
| Juventus Turin    | 1:1           | 2:0        | 3:3           |                | 1:2        | 2:1          | 3:0 | 1:0    | 5:0             | 1:1             |
| AC Mailand        | 3:3           | 1:3        | 1:4           | 4:3            |            | 2:0          | 1:0 | 0:2    | 2:1             | 3:1             |
| Parma Calcio      | 1:0           | 0:4        | 2:2           | 1:2            | 0:4        |              | 1:3 | 2:3    | 3:1             | 2:1             |
| Pomigliano Calcio | 2:2           | 0:1        | 1:2           | 1:2            | 2:1        | 0:0          |     | 0:2    | 1:0             | 0:2             |
| AS Rom            | 1:0           | 2:1        | 3:2           | 2:4            | 2:0        | 5:0          | 2:0 |        | 2:0             | 5:0             |
| Sampdoria Genua   | 0:1           | 1:4        | 0:2           | 0:4            | 0:3        | 0:0          | 2:1 | 0:1    |                 | 0:2             |
| Sassuolo Calcio   | 2:0           | 0:1        | 1:1           | 1:1            | 0:1        | 2:2          | 2:1 | 0:1    | 1:2             |                 |

## Meisterschaftsrunde

### Tabelle

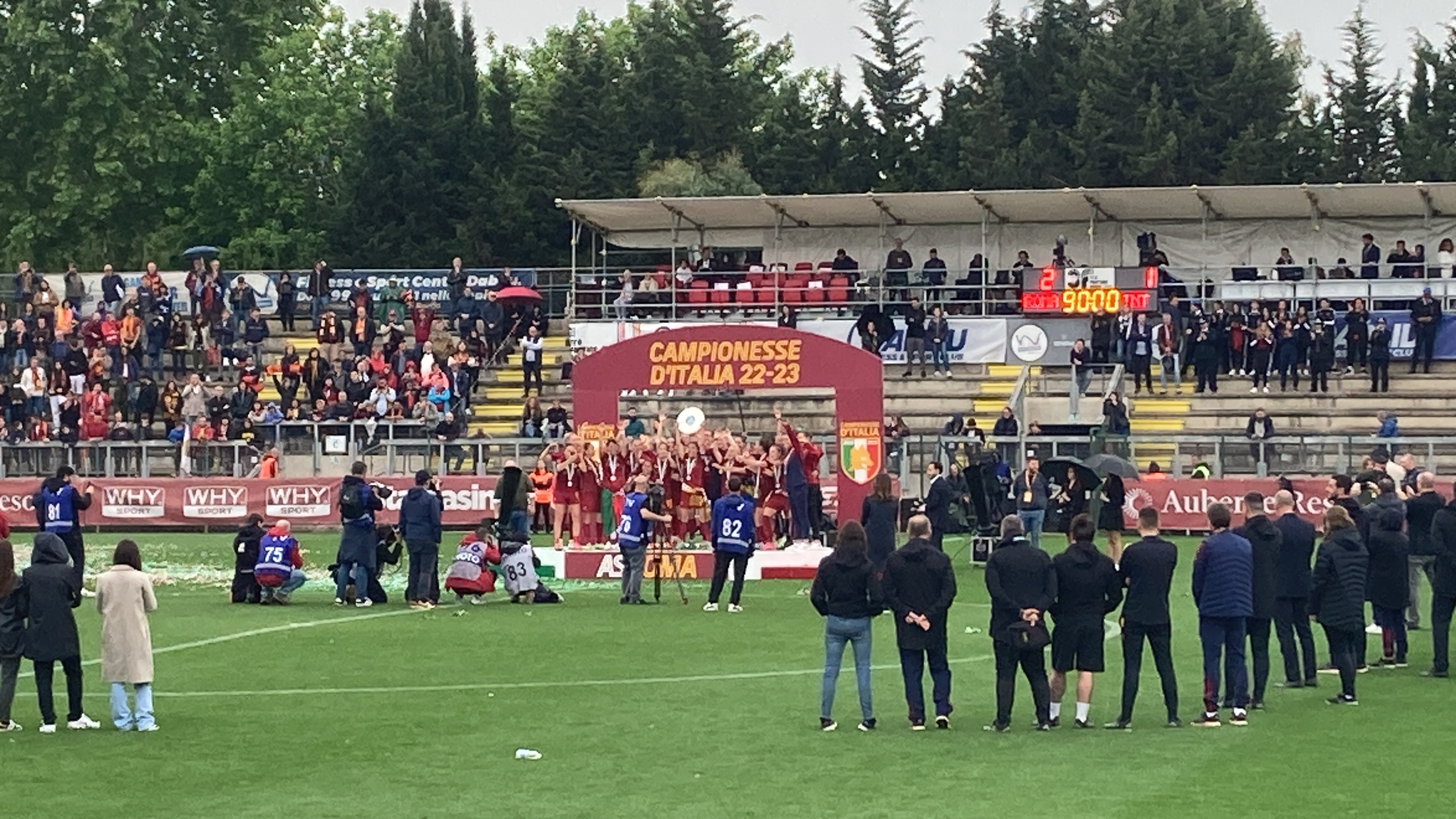
Die AS Rom feiert die erste Meisterschaft in der Vereinsgeschichte.

Die folgende Tabelle beinhaltet die Punkte aus der Hauptrunde und der Meisterschaftsrunde.
| Pl.             | Verein               | Sp. | S  | U | N  | Tore    | Diff. | Punkte |
| --------------- | -------------------- | --- | -- | - | -- | ------- | ----- | ------ |
| 1.              | AS Rom               | 26  | 22 | 1 | 3  | 068:260 | +42   | 67     |
| 2.              | Juventus Turin (M,P) | 26  | 16 | 6 | 4  | 069:350 | +34   | 54     |
| 3.              | AC Mailand           | 26  | 13 | 5 | 8  | 052:420 | +10   | 44     |
| 4.              | AC Florenz           | 26  | 13 | 3 | 10 | 044:510 | −7    | 42     |
| 5.              | Inter Mailand        | 26  | 11 | 6 | 9  | 055:380 | +17   | 39     |
| Stand: Endstand |                      |     |    |   |    |         |       |        |

Platzierungskriterien: 1. Punkte – 2. Direkter Vergleich (Punkte, Tordifferenz, geschossene Tore) – 3. Tordifferenz – 4. geschossene Tore

Zum Ende der Meisterschaftsrunde:
Zum Saisonende 2021/22:
- (M) Meister des Vorjahres
- (P) Pokalsieger des Vorjahres

### Spiele
|                | AC Florenz | Inter Mailand | Juventus Turin | AC Mailand | AS Rom |
| -------------- | ---------- | ------------- | -------------- | ---------- | ------ |
| AC Florenz     |            | 1:0           | 4:2            | 1:1        | 1:5    |
| Inter Mailand  | 4:0        |               | 1:3            | 0:1        | 1:6    |
| Juventus Turin | 4:3        | 2:2           |                | 2:0        | 5:2    |
| AC Mailand     | 3:3        | 3:1           | 3:3            |            | 2:2    |
| AS Rom         | 2:1        | 2:1           | 3:2            | 3:1        |        |

## Abstiegsrunde

### Tabelle
Die folgende Tabelle beinhaltet die Punkte aus der Hauptrunde und der Abstiegsrunde.
| Pl.             | Verein             | Sp. | S  | U | N  | Tore    | Diff. | Punkte |
| --------------- | ------------------ | --- | -- | - | -- | ------- | ----- | ------ |
| 6.              | US Sassuolo Calcio | 26  | 11 | 5 | 10 | 036:360 | ±0    | 38     |
| 7.              | FC Como Women (A)  | 26  | 6  | 7 | 13 | 030:440 | −14   | 25     |
| 8.              | Sampdoria Genua    | 26  | 6  | 3 | 17 | 023:500 | −27   | 21     |
| 9.              | Pomigliano Calcio  | 26  | 6  | 3 | 17 | 026:490 | −23   | 21     |
| 10.             | Parma Calcio       | 26  | 3  | 7 | 16 | 028:680 | −40   | 16     |
| Stand: Endstand |                    |     |    |   |    |         |       |        |

Platzierungskriterien: 1. Punkte – 2. Direkter Vergleich (Punkte, Tordifferenz, geschossene Tore) – 3. Tordifferenz – 4. geschossene Tore

Zum Ende der Abstiegsrunde:
Zum Saisonende 2021/22:
- (A) Aufsteiger aus der Serie B

### Spiele
|                   | FC Como Women | Parma Calcio | POM | Sampdoria Genua | Sassuolo Calcio |
| ----------------- | ------------- | ------------ | --- | --------------- | --------------- |
| FC Como Women     |               | 1:0          | 0:1 | 2:1             | 2:1             |
| Parma Calcio      | 2:2           |              | 2:2 | 1:1             | 0:1             |
| Pomigliano Calcio | 1:3           | 4:1          |     | 2:4             | 1:2             |
| Sampdoria Genua   | 1:1           | 3:0          | 4:1 |                 | 0:2             |
| Sassuolo Calcio   | 2:1           | 5:4          | 2:0 | 3:0             |                 |

## Relegation
Durch die beiden Relegationsspiele zwischen dem 9. der Serie A (Pomigliano Calcio) und dem Zweiten der Serie B (Lazio Rom) konnte Pomigliano den Klassenerhalt sichern, während Lazio Rom in der Serie B verblieb.
| Datum        |                   | Ergebnis |                   |
| ------------ | ----------------- | -------- | ----------------- |
| 3. Juni 2023 | Lazio Rom         | 0:2      | Pomigliano Calcio |
| 8. Juni 2023 | Pomigliano Calcio | 0:1      | Lazio Rom         |
| Gesamt:      | Lazio Rom         | 1:2      | Pomigliano Calcio |

## Statistik

### Torschützenliste
| Tore | Spielerin          | Verein          |
| ---- | ------------------ | --------------- |
| 23   | Tabitha Chawinga   | Inter Mailand   |
| 15   | Cristiana Girelli  | Juventus Turin  |
| 13   | Valentina Giacinti | AS Rom          |
| 13   | Martina Piemonte   | AC Mailand      |
| 12   | Elisa Polli        | Inter Mailand   |
| 12   | Andressa Alves     | AS Rom          |
| 11   | Lineth Beerensteyn | Juventus Turin  |
| 10   | Lana Clelland      | Sassuolo Calcio |

## Auszeichnungen

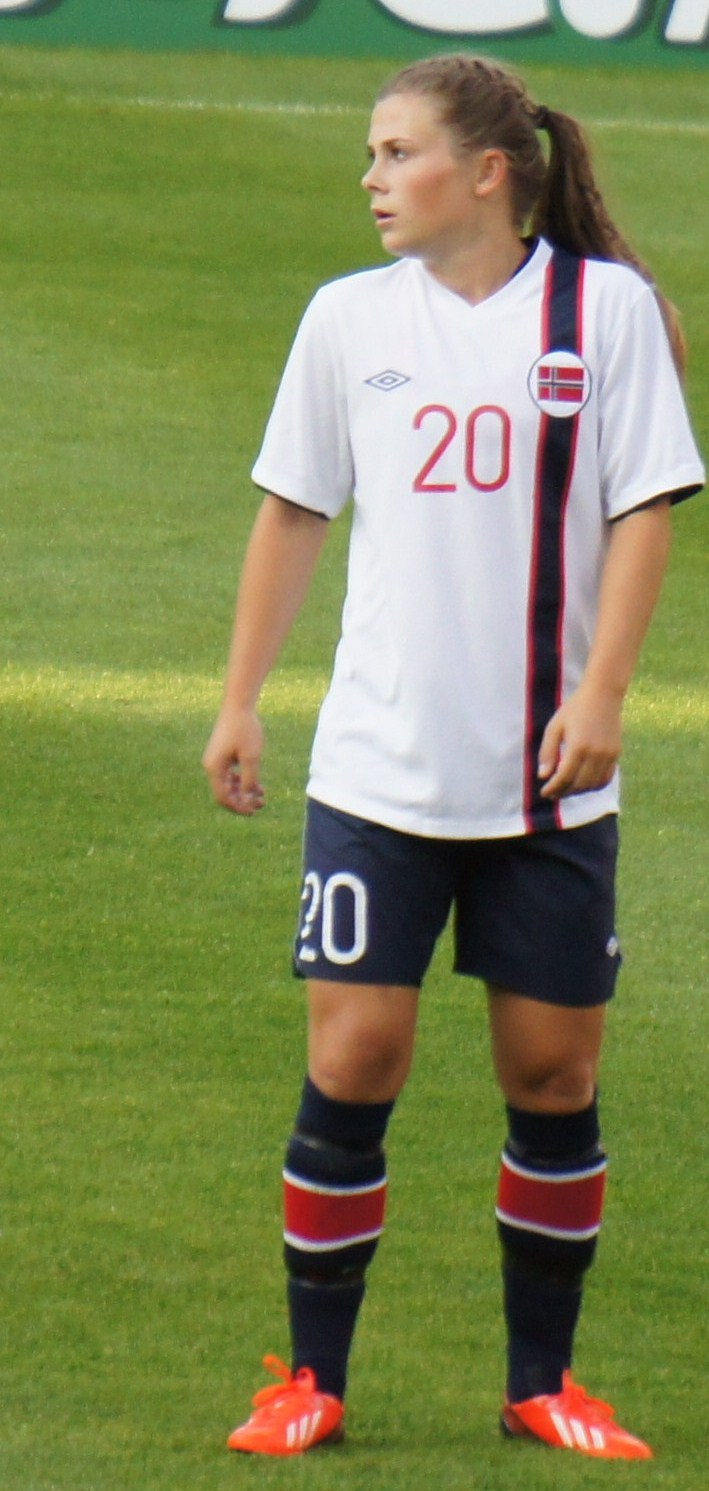
Emilie Bosshard Haavi von der AS Rom, die Spielerin der Saison.

Im Juni 2023 ehrte die FIGC die besten Spielerinnen der abgelaufenen Spielzeit.

### Spielerinnen der Saison
| Auszeichnung                   | Spielerin             | Verein         |
| ------------------------------ | --------------------- | -------------- |
| Spielerin der Saison           | Emilie Bosshard Haavi | AS Rom         |
| U21-Spielerin der Saison       | Chiara Beccari        | FC Como Women  |
| Torhüterin der Saison          | Francesca Durante     | Inter Mailand  |
| Verteidigerin der Saison       | Elena Linari          | AS Rom         |
| Mittelfeldspielerin der Saison | Julia Grosso          | Juventus Turin |
| Stürmerin der Saison           | Tabitha Chawinga      | Inter Mailand  |

### Topelf der Saison
| Topelf     | Topelf                | Topelf          | U21-Topelf | U21-Topelf          | U21-Topelf        |
| Position   | Spielerin             | Verein          | Position   | Spielerin           | Verein            |
| ---------- | --------------------- | --------------- | ---------- | ------------------- | ----------------- |
| Tor        | Francesca Durante     | Inter Mailand   | Tor        | Beatrice Beretta    | FC Como Women     |
| Abwehr     | Caroline Pleidrup     | Sassuolo Calcio | Abwehr     | Michele Giordano    | Sampdoria Genua   |
| Abwehr     | Elena Linari          | AS Rom          | Abwehr     | Angela Passeri      | Pomigliano Calcio |
| Abwehr     | Moeka Minami          | AS Rom          | Abwehr     | Chiara Robustellini | Inter Mailand     |
| Mittelfeld | Andressa Alves        | AS Rom          | Mittelfeld | Valentina Gallazzi  | Pomigliano Calcio |
| Mittelfeld | Julia Grosso          | Juventus Turin  | Mittelfeld | Veronica Battelani  | Pomigliano Calcio |
| Mittelfeld | Giada Greggi          | AS Rom          | Mittelfeld | Matilde Pavan       | FC Como Women     |
| Mittelfeld | Verónica Boquete      | AC Florenz      | Mittelfeld | Emma Severini       | AC Florenz        |
| Sturm      | Valentina Giacinti    | AS Rom          | Mittelfeld | Zara Kramžar        | AS Rom            |
| Sturm      | Tabitha Chawinga      | Inter Mailand   | Sturm      | Chiara Beccari      | FC Como Women     |
| Sturm      | Emilie Bosshard Haavi | AS Rom          | Sturm      | Alice Corelli       | Pomigliano Calcio |